# لا عاهرات ولا خاضعات (جمعية)

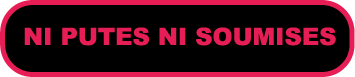
شعار الجمعية

لا عاهرات ولا خاضعات (بالفرنسية:Ni Putes Ni Soumises) هي حركة نسوية فرنسية، تم تأسيسها في عام 2002 حيث ضمنت الاعتراف من قبل الصحافة الفرنسية والجمعية الوطنية الفرنسية. والحركة تعتمد في العموم على التمويل العام. كما أن العنوان هو أيضا اسم الكتاب الذي كتبته فضيلة عمارة وهي واحدة من قادة الحركة، بمساعدة الصحفي لوموند سيلفيا زابي.
تم تعيين فضيلة عمارة بمنصب وزيرا في أول حكومة فرانسوا فيون في مايو 2007. وتركت الحكومة في عام 2010، وكانت بمثابة المفتش العام الفرنسي للشؤون الاجتماعية في يناير 2011.
تم إعداد الجمعية من قبل مجموعة من النساء الفرنسيات الشابات، بما في ذلك سميرة بليل، وردا على أعمال العنف التي استهدفت الضواحي ذات الاغلبية المسلمة المهاجرة والإسكان العام (المدن) من المدن مثل باريس وليون وتولوز، حيث أشارت المنظمة إلى سلبيات عدة سلبيات في المجتمع الفرنسي لتجنبها وإيجاد الحلول لها